# ロチゴチン
ロチゴチン（Rotigotine）とは非エルゴタミン系ドーパミン受容体作動薬の一つである。日本では大塚製薬からニュープロパッチとして販売されている。
パーキンソン病への適応が2006年にEUで承認されると、翌年アメリカでも承認され、2009年9月には50か国以上で承認された。特発性のむずむず脚症候群については2008年8月と2012年4月にEU、アメリカの順で承認された。日本においては2012年12月にパーキンソン病と特発性むずむず脚症候群に対して製造販売承認を受けた。

## 概要
ロチゴチンはドイツのSchwarz Pharma社（現UCB社）で経皮吸収型の貼付剤として開発された。非麦角系の構造を有し、1日1回の貼付で安定した血中濃度を保つことができるとされる。パーキンソン症状による嚥下困難や、ロチゴチンが消化管や肝初回通過効果を受けやすいことから貼付剤に決定された。パーキンソン病は中脳の黒質線条体にあるドーパミン神経の変性・脱落によって振戦や筋固縮などの症状が起きるが、ロチゴチンのドパミン刺激によって症状の改善が期待される。むずむず脚症候群は視床下部後部のA11ドーパミン作動性細胞群の機能低下が原因とされており、これもドーパミン受容体刺激作用によって改善されるとしている。
ドーパミンD2受容体だけでなく、D1-5受容体にも高い親和性とアゴニスト活性を有する。物理化学的性質として白色-淡褐色の粉末で、N,N-ジメチルホルムアミドに溶けやすく、エタノール（99.5）にやや溶けやすく、水にほとんど溶けない。

## 適応
厚生労働省により認可されている適応は以下のようになっている。
- パーキンソン病
- 中等度から高度の特発性むずむず脚症候群（18mg製剤を除く）

## 作用機序
パーキンソン病とむずむず脚症候群に共通してドーパミン不足が考えられている。ロチゴチンは黒質線条体に存在するドーパミン神経シナプス後膜のD2様受容体を刺激し、神経伝達を活性化させて薬効を発揮する。D3受容体へのアゴニスト活性が最も高く、ドーパミンの約2600倍とされる。またD2受容体は約8倍の活性をもつ。

## 禁忌
ロチゴチンの禁忌は以下のようになっている。
- 妊婦、または妊娠している可能性のある婦人
- ロチゴチンに対して過敏症のある患者

2013年3月現在、ロチゴチンは妊婦への投与は行われていない。なお、生殖発生毒性試験では異常が報告されている。

### 慎重投与
以下の既往歴や病気がある場合、症状が悪化したり再発するおそれがある。
- 幻覚、妄想等の精神症状またはそれらの既往歴のある患者
- 重篤な心疾患またはそれらの既往歴のある患者
- 低血圧症の患者
- 重度の肝障害のある患者
- 高齢者

### 併用注意
以下の薬剤と併用した場合、作用・副作用が増強されるおそれがある。
- ドパミン拮抗薬

フェノチアジン系、ブチロフェノン系などの薬剤はドーパミン受容体を遮断するため、ロチゴチンの作用が弱まってしまう。
- 抗パーキンソン病薬

レボドパや抗コリン作用をもつ薬と併用した場合、互いに作用を増強させ合うため、幻覚や錯乱などの症状を引き起こす可能性がある。

### 高齢者・小児への投与
一般に高齢者の生理機能が低下している可能性があるため、経過観察を行いながらの慎重な投与が求められる。
小児だけでなく新生児・未熟児・乳児・幼児への投与は2013年3月現在行われておらず、安全性が確立されていない。

### 妊婦への投与
ロチゴチンのアメリカ合衆国アメリカ食品医薬品局 (FDA)・胎児危険度分類 (pregnancy category) はカテゴリー「C」である。これは、動物実験では胎児への有害作用が証明されているが、その薬物の潜在的な利益によって、潜在的なリスクがあるにもかかわらず妊婦への使用が正当化されることがありうることを意味する。しかし、妊婦・妊娠している可能性のある婦人に対しては投与は行われていない。マウスおよびラットを用いた動物実験において異常が報告されている。結果は以下のようになっている。
- 受胎能試験において、血漿中プロラクチン濃度の低下に関連した雌受胎能の低下
- 胚・胎児発生試験において、血漿中プロラクチン濃度の低下に関連した早期吸収胚の増加
- 出生後試験において、血漿中プロラクチン濃度の低下に関連した授乳障害による出生児の生存性、発育および機能の低下

なお、ラットを用いた試験において乳汁への移行が報告されているほか、血漿中のプロラクチン低下による乳汁分泌抑制が引き起こされる可能性がある。

## 副作用
ロチゴチンはドパミン作動薬であるため、ドーパミンに関連した副作用が発現する。なお貼付剤の問題として皮膚への刺激があり、これは貼る部位をその度に変えることで軽減できる。主に現れる副作用は以下のようになっている。
- 精神神経系（傾眠、ジスキネジア、眩暈、パーキンソン症状、強迫観念・抑うつなどの精神症状、など）
- 消化器（悪心、嘔吐、便秘、口渇、胃炎、消化不良、など）
- 循環器（起立性低血圧、動悸、心室細動、高・低血圧、など）
- 呼吸器（呼吸困難、咽喉頭の痛みや不快感、しゃっくり）
- 血液（貧血、白血球数の増減、赤血球の減少）
- 泌尿器（潜血、排尿困難）
- 肝臓（AST(GOT)[2]・ALT(GPT)・Al-P・γ-GTP[3]の上昇などの肝機能障害）
- 腎臓（BUN上昇[4]、尿糖）
- 過敏症（発疹、瘙痒、紅斑）

なお、使用した部位が痒くなったり、水泡、発疹、痛み等が現れる場合がある。対処法として外用のステロイド系抗炎症薬や抗ヒスタミン薬があり、ロチゴチン使用後に患部を軽く洗ってから塗ることでそれらの症状の緩和が期待できる。ただし医師指導の下で行われるべき行動であり、場合によっては悪化や皮膚が変色してしまうこともある。

### 重篤な副作用
発生頻度は稀であるものの、以下のような副作用が現れる場合がある。
- 突発的睡眠(< 1%)
- 幻覚(7.6%、妄想(< 1%)、せん妄(< 1%)、錯乱（頻度不明）
- 悪性症候群(< 1%)

### 過量投与
主にドーパミン受容体刺激に関連した悪心、嘔吐、不随意運動、錯乱、痙攣等が副作用として現れる。

過量投与された場合、貼り付けてある薬剤をすべて取り除いたうえで生理食塩水の点滴や心電図モニター、血圧の測定などの対処が求められる。錯乱などの精神症状が現れる場合には抗精神病薬の投与もありうる。なお、血液透析は効果が薄いとされる。